# كأس ألمانيا 1985–86
كأس ألمانيا 1985–86 (بالألمانية: DFB-Pokal 1985/86)‏ هو الموسم 43 من كأس ألمانيا. أشرف على تنظيمه اتحاد ألمانيا لكرة القدم، وكان عدد الأندية المشاركة فيه 64، وفاز فيه بايرن ميونخ.